# Gaogu
Gaogu (kinesiska: 高谷) är en köping i sydvästra Kina. Den ligger i Pengshui härad i storstadsområdet Chongqing, omkring 150 kilometer öster om det centrala stadsdistriktet Yuzhong. Antalet invånare är 15 522. Befolkningen består av 7 505 kvinnor och 8 017 män. Barn under 15 år utgör 23,0 %, vuxna 15-64 år 64 %, och äldre över 65 år 12,0 %.